# 용암 동굴

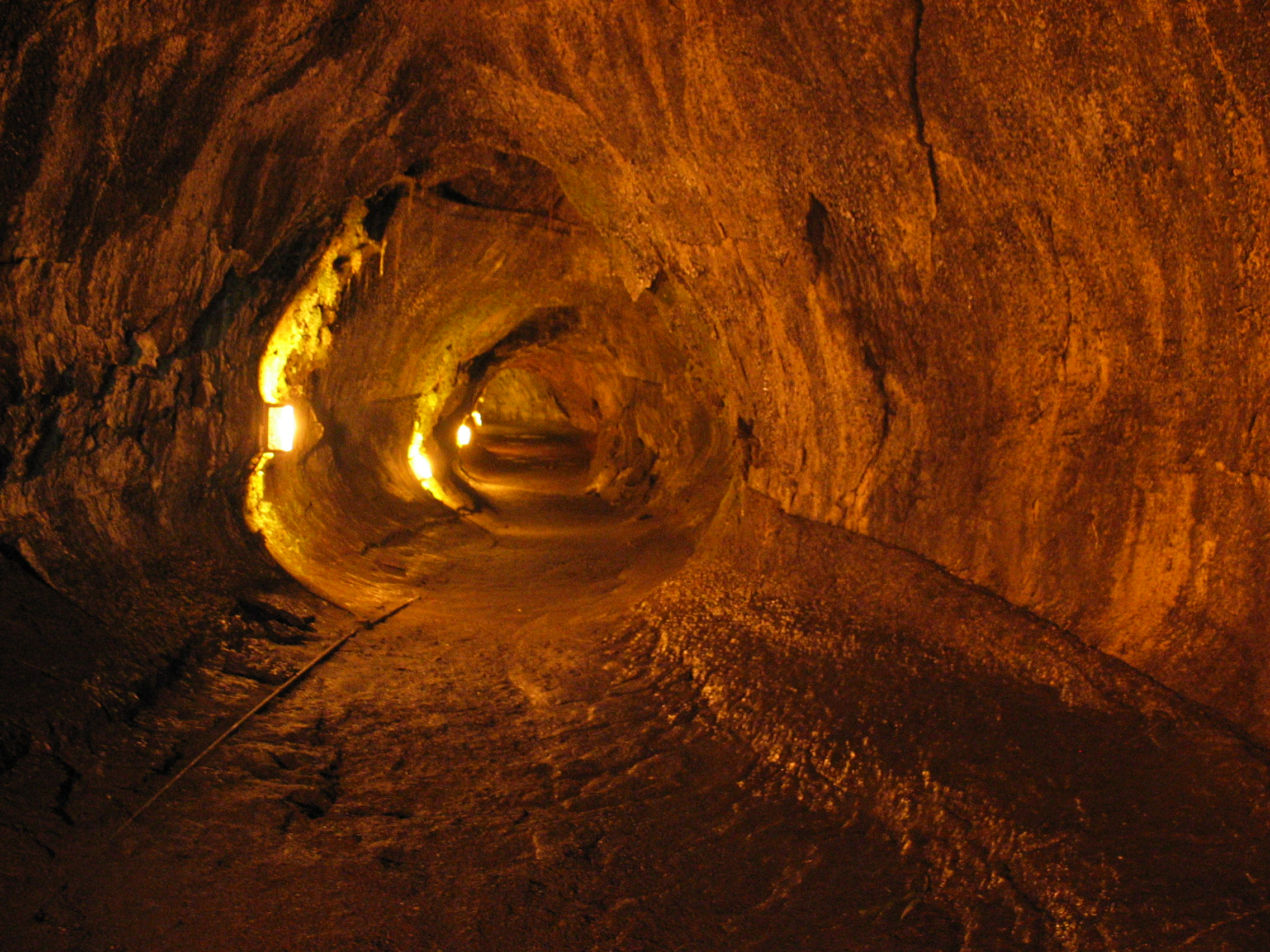
용암 동굴 내부

용암 동굴(熔岩洞窟)은 굳은 용암의 표면 아래에 형성된 동굴을 말한다. 용암이 흘러내리면서 표면은 차가운 공기에 의해 굳어지고, 내부 용암은 그대로 흘러나가면서 만들어지게 된다.
2007.6.27(수)일, 뉴질랜드 크라이스트처치에서 열린 제31차 세계유산위원회에서 제주화산섬과 용암동굴 (Jeju Volcanic Island and Lava Tubes)이라는 이름으로 세계자연유산으로 등재되었다.

## 나라별 용암 동굴

### 대한민국
대한민국에 위치한 용암 동굴은 제주특별자치도에 위치한 만장굴, 당처물동굴, 빌레못동굴, 용천동굴 등이 있다.
1. ↑  https://terms.naver.com/entry.nhn?docId=5750524&cid=61234&categoryId=61234
2. ↑  문화재청 국가문화유산포털